# Гебхард Август фон Алвенслебен
Гебхард Август фон Алвенслебен (на немски: Gebhard August von Alvensleben; * 5 август 1719, Росток; † 30 март 1779, Хундисбург, Саксония-Анхалт) е благородник от род „фон Алвенслебен“, хановерски таен съветник в Нойгатерслебен.

## Произход
Той е вторият син (петото дете) на хановерския министър Рудолф Антон фон Алвенслебен (1688 – 1737) и първата му съпруга Елеонора фон Дизкау (1685 – 1721). Баща му се жени втори път за Шарлота София фон Алвенслебен от Еркслебен (1682 – 1739). По-големият му брат Йохан Фридрих Карл фон Алвенслебен (1714 – 1795) е министър и неженен.

## Фамилия
Първи брак: с графиня Доротея Фридерика Агнес фон Харденберг (* 6 април 1721; † 4 ноември 1761), дъщеря на Филип Адам фон Харденберг (1695 – 1760) и Доротея Луиза фон Щайнберг (1695 – 1759). Те имат 19 деца:
- Луиза Елеонора Емилия София, омъжена за Йохан Фридрих фон Алвенслебен
- Филип Карл фон Алвенслебен (* 16 декември 1745, Хановер; † 21 октомври 1802, Берлин), дипломат и пруски военен министър (1791 – 1802), неженен, няма деца
- Енестина Фридерика Шарлота, омъжена за Фридрих Вилхелм фон дер Шуленбург

- Мария Флорина Магдалена Вилхелмина
- Анна Доротея, омъжена I. за Хайнрих Фридрих фон Платен, II. за Франц Леополд фон Клоч
- Ернст Август Фридрих Гебхард
- Ернст Август Кристиан Бусо
- София Вилхелмина Шарлота Адолфина
- Фридрих
- Георг Адолф Лудолф, женен за Вилхелмина Улрика фон Вартенслебен; има 5 деца
- Елеонора София Хелена
- Кристиана София Шарлота Амалия, омъжена за Антон Фридрих фон Пирч
- Бернхардина Луиза Албертина
- Фридрих Вилхелм Фердинанд Геро
- Фридерика Елеонора Каролина, омъжена за Гебхард Йохан фон Алвенслебен
- Вернер Фридрих Удо, женен за Каролина Улрика Вилхелмина Луиза фон Линкерсдорф; има 3 сина
- Лудвиг Ернст Йоахим Лебрехт, женен за Вилхелмина Каролина Амалия Фридерика фон Алвенслебен; има 5 деца
- Елеонора Розамунда Шарлота Юлиана
- Карл Вилхелм Лудвиг Рудолф, женен за София Цецилия Мариана Гюнтер; има 12 деца

Втори брак: с Хелена София Вилхелмина фон Алвенслебен (* 7 декември 1745, Магдебург). Те имат 6 деца:
- Карл Вилхелм Кристиан Георг (* 22 юни 1779)
- Юлиана Кристина Магдалена
- Елеонора София Йохана
- Хенриета Мария Маргарета
- Гебхард Йохан Ахац, женен I. за Каролина Тереза Доротея фон Радеке; има 5 деца, II. за Вилхелмина Фридерика Нантке
- София Елеонора Шарлота Рената Хелена